# Alliopsis heterochaeta
Alliopsis heterochaeta este o specie de muște din genul Alliopsis, familia Anthomyiidae, descrisă de Fan și Wu în anul 1983. Conform Catalogue of Life specia Alliopsis heterochaeta nu are subspecii cunoscute.